# Amanda, Ohio
Amanda là một làng thuộc quận Fairfield, tiểu bang Ohio, Hoa Kỳ. Năm 2010, dân số của làng này là 737 người.

## Dân số
- Dân số năm 2000: 707 người.
- Dân số năm 2010: 737 người.